# Primarosa Chieri
Primarosa Rinaldi de Chieri es una  médica, y genetista ítalo-argentina.
En 1965 obtuvo su titulación de Médica, por la Facultad de Medicina (Universidad de Buenos Aires). Y en 1978, el doctorado por la misma casa de altos estudios. Es consultora y docente en genética de la Primera Cátedra de Pediatría del Hospital de Clínicas de la Universidad de Buenos Aires (UBA); y directora del laboratorio de análisis genéticos Primagen.
Fue perito de parte en el caso de los hermanos Noble Herrera.

## Algunas publicaciones
- primarosa Chieri, eduardo a. Zannoni. 2001. Prueba Del ADN: identificación de personas, criminalística y derecho penal, determinación de la paternidad, indicios y presunciones, valor probatorio, banco de datos genéticos, jurisprudencia, el proyecto Genoma Humano. 2ª edición ilustrada, reimpresa de Editorial Astrea de Alfredo y Ricardo Depalma, 237 pp. ISBN 950508532X, ISBN 9789505085323

- -------------------. 1988. Genética médica para el consultorio. Editor Inter-Médica, 132 pp. ISBN 9505550758, ISBN 9789505550753

## Honores

### Membresías
- Sociedad Argentina de Genética Médica. Miembro Fundador. 1969

- Sociedad Argentina de Obstetricia y Ginecología de Buenos Aires. Miembro Titular. 1979

- Sociedad Argentina de Mujeres Médicas (A.M.A.)

- Asociación Médica Argentina (Profesor Extranjero de la Escuela de Graduados). Miembro Honorario Nacional. 1990

- Organización Nacional de Mujeres Italo Argentinas. 1991

- The American Society of Human Genetics. Miembro titular. 1992

- Ibero-American Society of Human Genetics of North America. Miembro Titular. 1993

- Asociación Argentina de Perinatología. Miembro Titular. 1993.

- Sociedad Iberoamericana de Diagnóstico Prenatal. Barcelona, España. Vicepresidenta del Comité de Citogenética.

- Miembro del Consejo Científico Internacional de la Revista Diagnóstico Prenatal 1994

- International Society of Forensic Genetics. Miembro titular. 1997[5]

- Grupo Español y Portugués de la ISFG (GEP - ISFG) Miembro titular. 1997

- Sociedad Argentina de Genética Forense. Socio fundador. 2000

- Sociedad Argentina de Veterinaria. Socio activo. 2002

- International Society Animal Genetics (ISAG) Miembro titular. 2002

### Premios
- 1979 - "Alberto Peralta Ramos". Academia Nacional de Medicina: "Diagnóstico Prenatal de los Desórdenes Genéticos II"

- 1987 - II Congreso Argentino de Perinatología: Cordocentesis: técnica, indicaciones actuales y resultados"

- 1989 - Asociación Médica Argentina. Premio Distinción por libro publicado por Editorial "López": "Genética Clínica". "Diagnóstico y Prevención de las enfermedades genéticas"

- 1991 - Asociación Médica Argentina. Premio "Aniceto López, mejor trabajo sobre Actualización Médica: "Investigación del Síndrome XYY en la Argentina"

- 1995 - Asociación Médica Argentina (A.M.A.) Premio “Sertal” Monografía: “Fisiopatología de las enfermedades genéticas ”

- 1996 - IV Curso Internacional de Pediatría. Fundación Cátedra de Pediatría. Premio: “Juan P. Garrahan”: “Aplicación de la Genética Molecular en la Patología Pediátrica”

- 1998 - Ier Congreso Internacional de Medicina Legal y Ciencias Forenses de la República Argentina. Premio: "Premio Congreso": "Aspectos genéticos y psiquiátricos en la filiación controvertida". Con Dra. Patricia Chieri